# Celos (pintura)

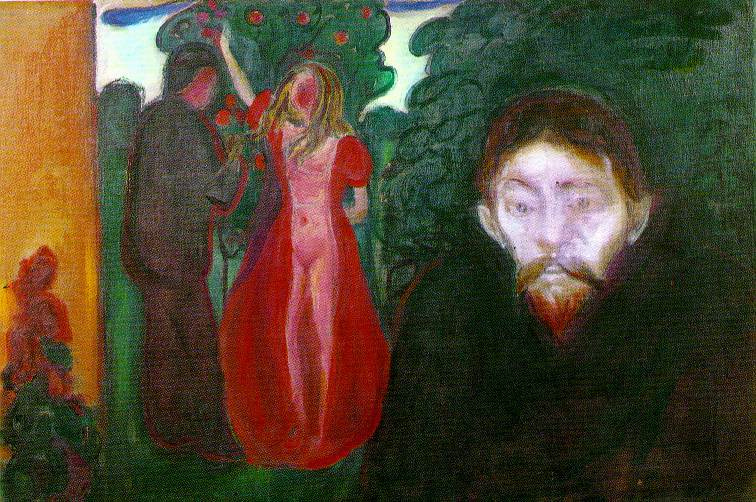
Celos, Edvard Munch, 1895; Museo Kode de Bergen.

Celos (en noruego: Sjalusi ) es una serie de pinturas del artista noruego Edvard Munch, que regresó a ella a lo largo de su vida: entre 1895 y 1935, Munch pintó once pinturas al óleo, cuatro litografías (una de las cuales se exhibe en la Galería Thai) y un grabado a punta seca. 
La primera y quizás la versión más famosa fue pintada en 1895 y se exhibe en el Museo Kode de Bergen. El Museo Munch en Oslo posee ocho versiones de Svartsjuka. Una versión de 1913 es de propiedad privada, pero desde 2002 se ha prestado permanentemente al Museo Städel en Frankfurt. Otra versión, ejecutada entre 1898 y 1900, denominada Celos en el baño, se vendió en Sotheby's en 1982, pero su ubicación actual se desconoce.
Munch se inspiró en un triángulo amoroso autopercibido y las figuras se considera representan a la verdadera pareja Stanisław Przybyszewski y Dagny Juel, así como al propio Munch. Przybyszewski fue un escritor polaco y tiene el papel del celoso. Siempre mira hacia el espectador, haciéndole partícipe de su sentimiento. Juel, su esposa, era una escritora noruega que fue objeto del amor de Munch. Ella es retratada en la pintura como una mujer fatal, fuerte y seductora. 
Celos forma parte de la serie de aproximadamente 20 pinturas llamadas La crisis de la vida que pretendían representar la ansiedad y la oscura vida mecanicista del hombre moderno. 

## Lista de las diferentes versiones
| pintura | nombre             | Número | años      | tamaño     | museos                           | ciudad    |
| ------- | ------------------ | ------ | --------- | ---------- | -------------------------------- | --------- |
|         | Celos              | 379    | 1895      | 67 × 100.5 | Museo Kode                       | Bergen    |
|         | Celos en el baño   | 434    | 1898-1900 |            | Propiedad privada                |           |
|         | Celos              | 783    | 1907      |            | Museo Munch                      | Oslo      |
|         | Celos              | 784    | 1907      |            | Museo Munch                      | Oslo      |
|         | Celos              | 788    | 1907      | 75 × 98    | Museo Munch                      | Oslo      |
|         | Celos              | 1077   | 1913      | 85 × 130   | Propiedad privada / Museo Städel | Frankfurt |
|         | Celos              | 1078   | 1913-1915 |            | Museo Munch                      | Oslo      |
|         | Celos              | 1079   | 1913-1915 |            | Museo Munch                      | Oslo      |
|         | Celos en el jardÍn | 1661   | 1927-1930 |            | Museo Munch                      | Oslo      |
|         | Celos en el jardín | 1662   | 1927-1930 | 100 x 120  | Museo Munch                      | Oslo      |
|         | Celos              | 1720   | 1933-1935 |            | Museo Munch                      | Oslo      |